# Diaphananthe delepierreana
Diaphananthe delepierreana là một loài thực vật có hoa trong họ Lan. Loài này được Lebel & Geerinck mô tả khoa học đầu tiên năm 1998.